# 拉巴特 (馬耳他)
拉巴特是馬耳他的市镇，位於馬爾他島西部，毗鄰古都姆迪納。市镇面積为26.64平方公里，2021年人口11,936人。

## 外部連結
- 官方网站  （英文）
- Rabat Community Portal （英文）